# Biennale de design graphique d'Échirolles

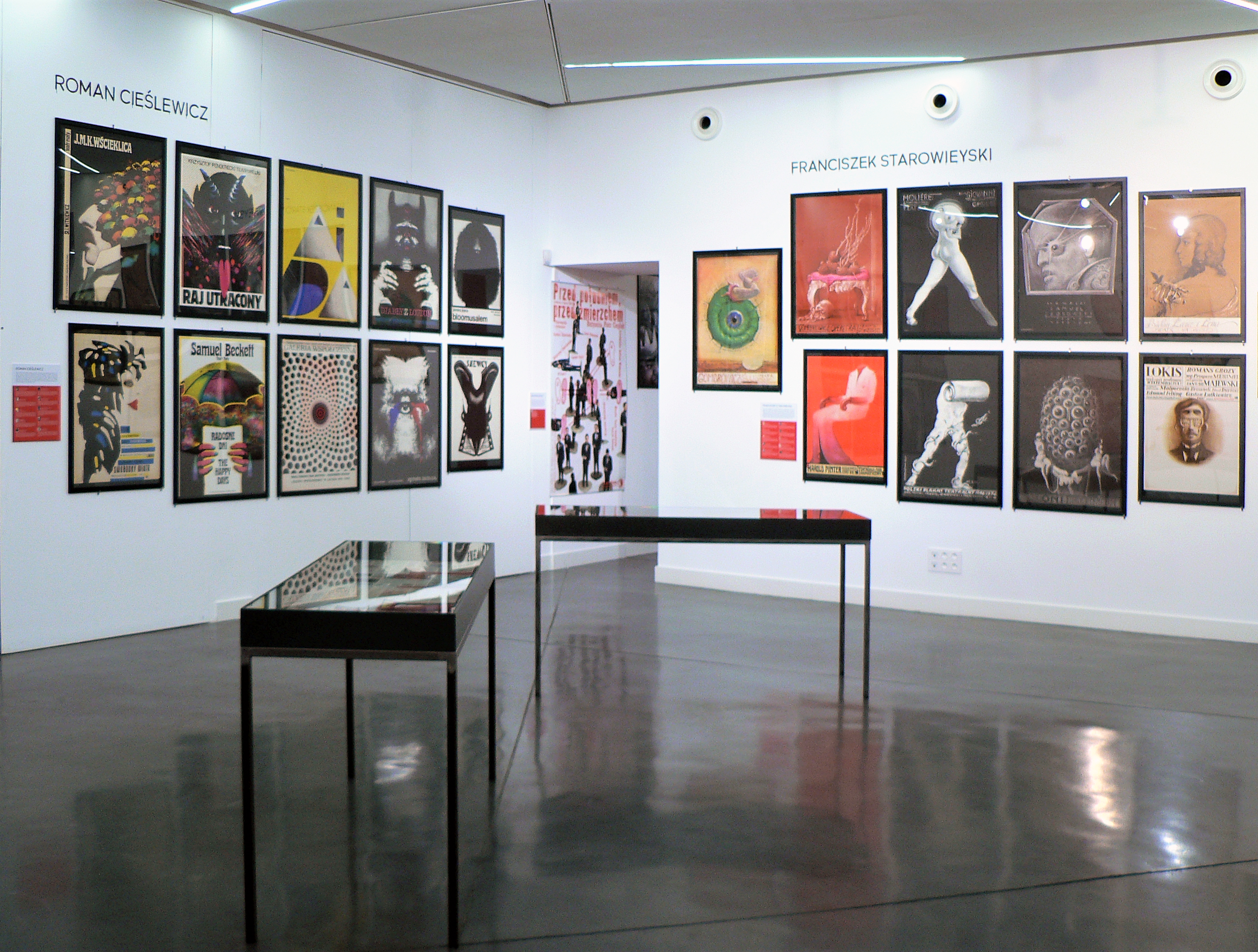
Une salle du Centre du graphisme d'Échirolles dédiée à l'exposition du Mois du graphisme (2018).

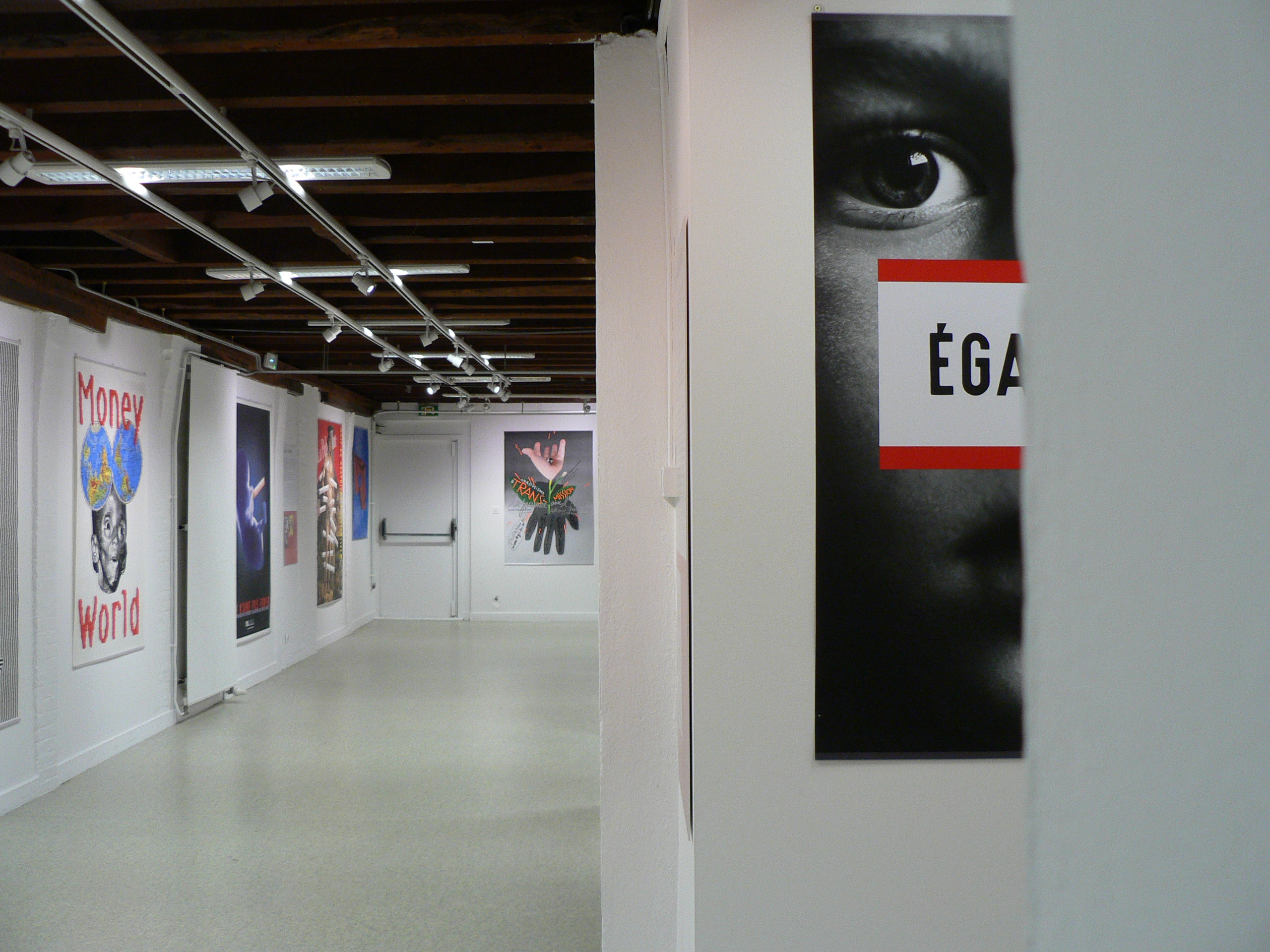
L'exposition aux Moulins de Villancourt (2018).

La biennale de design graphique d'Échirolles, anciennement appelé mois du graphisme d'Échirolles, est un festival français de design graphique.
Il se déroule durant une centaine de jours tous les deux ans depuis 1990 dans la ville d'Échirolles, près de Grenoble.

## Programmation
En novembre 2016, le festival présente, dans son espace d'exposition récemment inauguré, une exposition consacrée au graphisme japonais. En novembre 2018, le thème du festival qui nécessite une dizaine d'expositions et plusieurs conférences, est l'affiche polonaise,, un thème relativement rare puisque s'agissant des affiches produites plusieurs décennies avant la chute du mur de Berlin.
En juin 2022, l'événement se transforme pour devenir la Biennale de design graphique d'Échirolles. Cette première édition ayant lieu du 21 juin au 30 octobre 2022 a pour thème "Scénographier l'exposition". Au cours de cette première édition, trois expositions ont lieu : « 2degrees petition », une pétition visuelle pour l'urgence climatique, au Centre du graphisme, « Marchialy, à livre ouvert, une immersion dans la fabrique du réel », au musée Géo-Charles, et « Ready'digit, subversions numériques, submersions digitales » au musée de la viscose.